# Hedvika Minsterberská
Hedvika Minsterberská (10. června 1508 – 28. listopadu 1531) byla kněžna krnovská a minsterbersko-olešnická, hraběnka kladská z minsterberské větve z rodu pánů z Poděbrad.
Byla dcerou minsterberského knížete Karla I. a jeho ženy Anny Zaháňské. Roku 1525 se provdala za krnovského knížete Jiřího Braniborsko-Ansbašského z rodu Hohenzollernů a stala se tak jeho druhou ženou. Měli spolu dvě dcery:
- 1. Anna Marie Braniborsko-Ansbašská (28. 12. 1526 Krnov – 20. 5. 1589 Nürtingen)[2]
⚭ 1544 Kryštof Württemberský (12. 5. 1515 Bad Urach – 28. 12. 1568 Stuttgart), vévoda württemberský od roku 1550 až do své smrti[3]
- 2. Sabina Braniborsko-Ansbašská (12. 5. 1529 Ansbach – 2. 11. 1575 Berlín)[4]
⚭ 1548 Jan Jiří Braniborský (11. 9. 1525 Berlín – 8. 1. 1598 tamtéž), braniborský kurfiřt od roku 1571 až do své smrti[5]

Hedvika zemřela 28. listopadu 1531 v Lehnici, kde je také pohřbena.